# Zastava 750
Zastava 750 (Застава 750) — югославский автомобиль, созданный на автозаводе «Zastava» (также известен как завод Zavodi Crvena Zastava). Производился с 1955 года по 1985 год. Среди жителей стран бывшей Югославии был весьма популярным автомобилем, несмотря на свои скромные скоростные качества.

## История
Прототипом данного автомобиля послужил Fiat 600, выпускавшийся в Италии в 1955-1971 гг., а в ряде стран ещё дольше.
История производства Fiat 600 начинается в 1955 году – 9 марта на автосалоне в Женеве эта модель итальянского автомобиля была представлена как символ «итальянского послевоенного экономического чуда». После Второй мировой войны FIAT возглавил Витторио Валлетта, которому была поручена задача моторизации новой республиканской Италии, как это уже было сделано и частично достигнуто с помощью 2-местной модели Fiat Topolino классической компоновки. Если в 1930-е проект «Микки Мауса» (как ещё называли Fiat Topolino) вряд ли можно назвать инновационным, то в 1950-е он уже определённо морально устарел.
За несколько лет до этого главный инженер «Фиата» Данте Джакоза (1905-1966) добился разрешения на проектирование нового 4-местного автомобиля передовой тогда заднемоторной схемы взамен Fiat Topolino образца 1936/1949 гг. Именно он и создал новейший Fiat 600, который стал примером для подражания во многих странах мира. Это был микролитражный 3,22-метровый мини-автомобиль с двухдверным (с дверями открывавшимися против хода) несущим кузовом типа седан-фастбек для четырёх человек, оснащённый оригинальным 4-тактным двигателем Fiat 100 водяного охлаждения рабочим объёмом 663 см³, мощностью 21,5 л.с. и МКМ=38 Н·м, расположенным за задней осью и приводившим задние колёса. Автомобиль снаряжённой массой 560 кг развивал максимальную скорость 95 км/ч и расходовал в среднем 5,7 л бензина на 100 км пути. За первые пять лет тираж Fiat 600 превысил миллион автомобилей. В 1960-м была создана модификация с более мощным 24,5-сильным двигателем рабочим объёмом 767 см³ с увеличенной степенью сжатия. Подобная машина развивала скорость до 110 км/ч и получила индекс 600D. В 1965 году эта модификация получила более яркие передние фары и дополнительный топливный бак.
С 1955 по 1959 год модель Fiat 600 выпускалась в Италии под маркой «Zastava» для югославского рынка. В 1960-е Югославия, стремясь развить собственную автомобильную промышленность, одной из первых начала активное сотрудничество с западными производителями: на оружейном заводе Crvena Zastava начали выпускать лицензионные автомобили Fiat. С 1960 года, на заводе в Крагуеваце было освоено производство модели 600D и двигателем объёмом 767 см³, но по-прежнему с дверями против хода. Полностью локализованная модель Zastava 750, выпущенная в 1964 году с двигателем объёмом 767 см³ и традиционными дверями, оставалась в производстве до 1985 года, а в 1980 году к ней присоединилась Zastava 850, оснащенная двигателем и полностью синхронизированной коробкой передач от модели Fiat 850.
За время производства было собрано 923 487 югославских вариантов знаменитого «Фиата 600».
В СФРЮ выпускались модификации «люкс», 750К (микроавтобус) и 750Т (фургон), которые, по данным на 1971 год, составляли более половины выпуска завода «Застава».
Наряду с моделью Zastava 1100 модель Zastava 750 являлась одной из наиболее распространённых машин в 1970-е годы в Югославии.
В самой Югославии автомобиль стал известен под прозвищем «Фича». В хорватском городе Осиек установлена инсталляция с красной «Фичей», которая символически давит танк Югославской народной армии.

## Характеристики
- Рабочий объём двигателя: 767 см³[1]
- Мощность двигателя: 29 л. с.[1]
- Снаряжённый вес: 600 кг[1]
- Максимальная скорость: 118 км/ч[1]
- Разгон:
  - до 80 км/ч: 21 секунд[1]
  - до 100 км/ч: 36 секунд[1]

## Сборки за рубежом
Модель Zastava 750 также собиралась в Колумбии наряду с джипами и другими моделями FIAT на заводах компании Leonidas Lara (C.C.A.) в Боготе. Она продавалась в 1977—1984 годах под названием Fiat 750Z. В первые три года было выпущено достаточно большое количество машин, но затем масштабы производства значительно сократились, поскольку компания CCA стала дочерним предприятием Mazda и занялась выпуском японских автомобилей.